# Rodrigo Godínez
Rodrigo Godínez Orozco (ur. 21 września 1992 w Zamorze) – meksykański piłkarz występujący na pozycji środkowego lub prawego obrońcy.

## Kariera klubowa
Godínez pochodzi z miasta Zamora w stanie Michoacán, jednak w wieku dziesięciu lat wraz ze swoją rodziną przeprowadził się do Guadalajary. Tam rozpoczynał treningi piłkarskie w akademii juniorskiej klubu Chivas de Guadalajara, a po czterech latach rozpoczął dorosłą karierę, przenosząc się do czwartoligowego zespołu Atotonilco FC. Po upływie roku podpisał umowę z inną drużyną z Guadalajary – Club Atlas, lecz tam przez dwa lata występował wyłącznie w czwartoligowych rezerwach, po czym powrócił w rodzinne strony, zostając piłkarzem Monarcas Morelia. Tam jako dwudziestolatek został włączony do seniorskiej drużyny przez argentyńskiego szkoleniowca Rubéna Omara Romano i pierwszy mecz rozegrał w niej w lipcu 2012 z Estudiantes Tecos (1:1) w ramach krajowego pucharu (Copa MX). W Liga MX zadebiutował natomiast 21 września 2012 w zremisowanym 1:1 spotkaniu z Tigres UANL. Rok później, w jesiennym sezonie Apertura 2013, zdobył z Morelią puchar Meksyku – Copa MX, zaś w 2014 roku triumfował w krajowym superpucharze – Supercopa MX, lecz przez cały pobyt w tym zespole pełnił wyłącznie rolę rezerwowego.
Wiosną 2015 Godínez na zasadzie wypożyczenia powrócił do Club Atlas dzięki współpracy tego zespołu z Morelią (obydwa zespoły posiadały wspólnego właściciela – Grupo Salinas). Tam spędził rok bez większych sukcesów i wyłącznie jako głęboki rezerwowy, po czym został wypożyczony po raz kolejny, tym razem do ekipy Tiburones Rojos de Veracruz. W jego barwach, w wiosennym sezonie Clausura 2016, po raz drugi w karierze triumfował w pucharze Meksyku – Copa MX.
| Sezon     | Klub                        | Kraj   | Rozgrywki        | Mecze    | Bramki   |
| --------- | --------------------------- | ------ | ---------------- | -------- | -------- |
| 2008/2009 | Atotonilco FC               | Meksyk | Tercera División | 21       | 2        |
| 2009/2010 | Atlas 3a                    | Meksyk | Tercera División | 32       | 3        |
| 2010/2011 | Atlas 3a                    | Meksyk | Tercera División | 10       | 1        |
| 2011/2012 | Atlas 2a                    | Meksyk | Segunda División | 1        | 0        |
| 2011/2012 | Monarcas Morelia            | Meksyk | Liga MX          | juniorzy | juniorzy |
| 2012/2013 | Monarcas Morelia            | Meksyk | Liga MX          | 6        | 0        |
| 2013/2014 | Monarcas Morelia            | Meksyk | Liga MX          | 9        | 0        |
| 2014/2015 | Monarcas Morelia            | Meksyk | Liga MX          | 3        | 0        |
| 2014/2015 | Club Atlas                  | Meksyk | Liga MX          | 2        | 0        |
| 2015/2016 | Club Atlas                  | Meksyk | Liga MX          | 0        | 0        |
| 2015/2016 | Tiburones Rojos de Veracruz | Meksyk | Liga MX          |          |          |